# Goffartia africana
Goffartia africana är en rundmaskart. Goffartia africana ingår i släktet Goffartia och familjen Diplogasteridae. Inga underarter finns listade i Catalogue of Life.